# Bergkäse

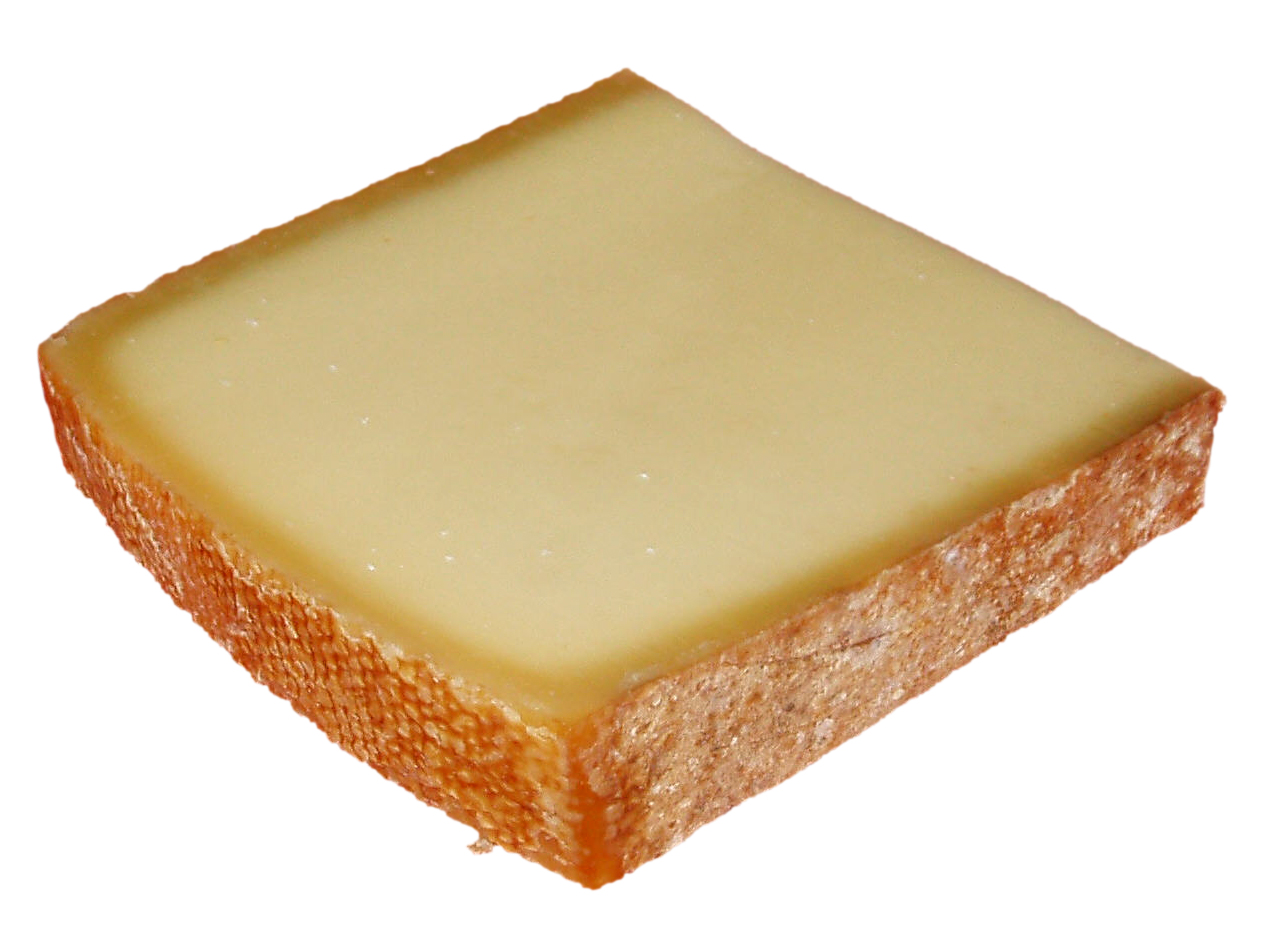
Zwölf Monate gereifter Bergkäse aus dem Allgäu

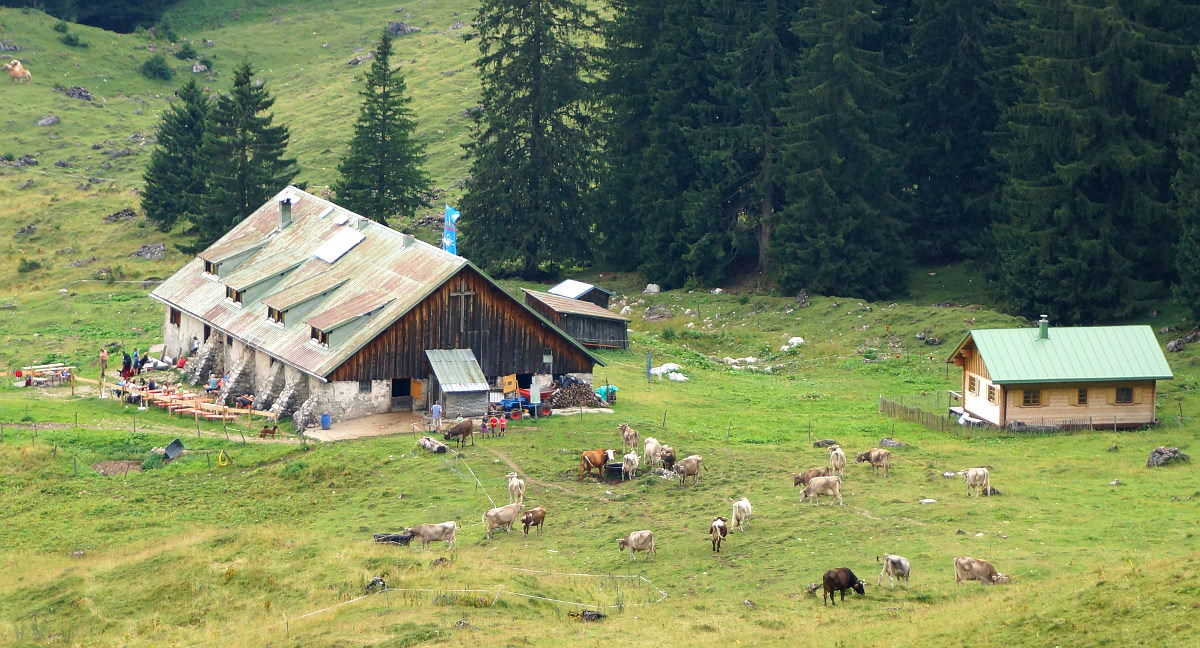
Kühe auf der Willersalpe, wo Bergkäse produziert wird

Als Bergkäse bezeichnet man Käse, der im Gebirge hergestellt wird. Das umfasst sowohl Erzeugnisse der Berglandwirtschaft, der Bewirtschaftung von Alpweiden als auch die Milchverarbeitung lokaler Erzeuger in Molkereien. Über den Typ oder die Machart des als Bergkäse bezeichneten Produktes sagt der Begriff wenig aus, meistens handelt es sich dabei um Hartkäse oder Halbhartkäse mit keiner oder geringer Lochung, meistens mit Naturrinde, es finden sich aber auch Schnittkäse und Weichkäse unter dieser Bezeichnung.

## Geschichte

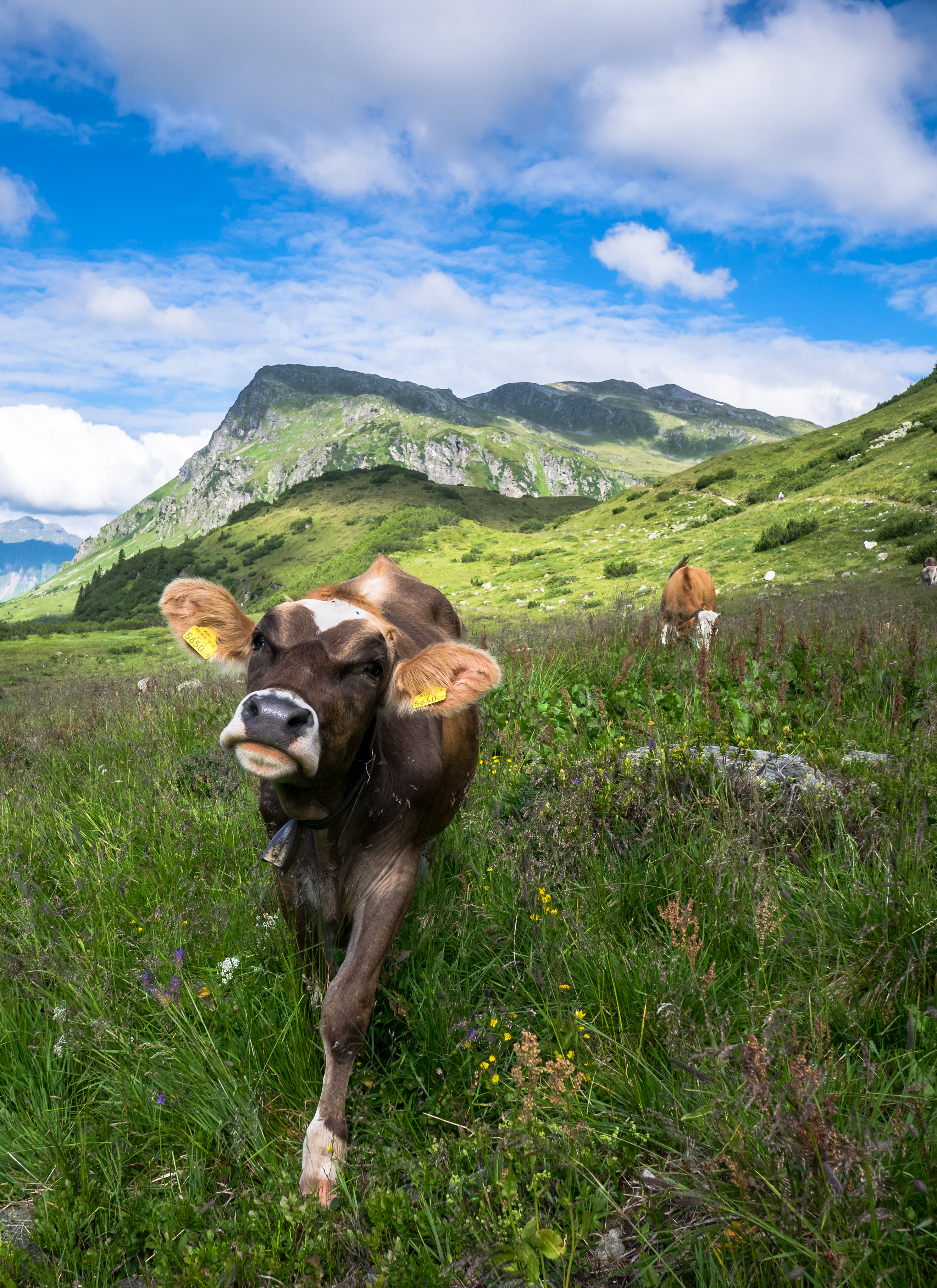
Kühe im Sommer auf einer Alm

In früheren Zeiten waren eigentlich fast alle im Sommer in gebirgigen Gegenden hergestellten Käse Bergkäse in dem Sinn, dass sie auf dem Berg, also auf der Alp, gekäst wurden. Dies geschah während der Sommermonate in der je nach Region und Höhenlage zwischen ca. 70 und 120 Tage währenden Zeitspanne, in der die Kühe die Bergwiesen abweideten. Die Tiere waren dann fast ununterbrochen im Freien und fanden besonders saftiges und reichhaltiges Futter mit reichlich Kräutern, was sich in besonderer Qualität und würzigem Geschmack der Bergmilch auswirkte. Da die Transportmöglichkeiten begrenzt waren, lag es nahe, diese Milch zu verkäsen und damit gleichzeitig durch Wasserentzug zu konzentrieren und zu konservieren. Nach dem Almabtrieb verschlechterte sich die Futterqualität, womit die Milchleistung der Kühe absank.  Meistens reichte sie im Winter gerade noch zur Selbstversorgung des Hofes, gekäst wurde dann kaum noch.
Im Bergkanton Graubünden in der Schweiz wurden im Jahr 2020 noch 225 Alpen mit Milchkühen bestoßen. Rund die Hälfte davon waren noch Sennalpen und produzierten den Käse direkt auf der Alp. Von den anderen Alpen wird die Milch zur Verarbeitung ins Tal transportiert. Dabei kommen sowohl Fahrzeuge als auch Seilbahnen zum Einsatz. Der früher oft auch mit Schlitten erfolgte Abtransport fertiger Käselaibe ins Tal wird heute teilweise sogar mit dem Hubschrauber vollzogen.

## Typische Käsesorten
| - – Alpkäse diverser Kantone - – Alta Badia Hartkäse - – Berner Hobelkäse - – Mutschli - – Sauerkäse - – Sbrinz - – Stilfser (geschützte Ursprungsbezeichnung (g. U.)) - – Walliser Bergkäse |  | - – Allgäuer Bergkäse (g. U.) - – Tiroler Bergkäse (g. U.) - – Tiroler Graukäse (g. U.) - – Vorarlberger Bergkäse (g. U.) - – Bargkass - – Comté (g. U.) |  | - – Tomme de Savoie - – Queijo Serra da Estrela (g. U.) - – Roncal (g. U.) - – Slovenská bryndza (Liptauer Käse) (g. U.) - – Bryndza Podhalańska (g. U.) - – Oscypek (g. U.) - – Fontina |

## Rechtliche Vorschriften

### Rechtslage nach Europäischem Recht
In der Europäischen Union ist der Begriff Bergkäse nicht isoliert als geschützte Ursprungsbezeichnung (g.U.), geschützte geographische Angabe (g.g.A.) oder als garantiert traditionelle Spezialität (g. t. S.) geschützt.
Im EU-Recht ist die Verwendung des PDO-Siegels bei Einhaltung der Bestimmungen für einige registrierte Bergkäse gestattet.
In Deutschland und Österreich haben Produzenten von echtem Bergkäse in einigen Regionen in jüngerer Zeit begonnen, die Bezeichnungen ihres Käses schützen zu lassen und/oder die Echtheit durch ein Siegel eines überwachenden Vereines o. ä. (Herkunftsbezeichnung) bestätigen zu lassen, um dem Konsumenten den Erwerb hochwertiger Almkäse auch weitab der Herkunftssennereien zu ermöglichen und ihr Produkt vor billigen Nachahmungen zu schützen.

### Deutschland
In Deutschland darf die Bezeichnung Bergkäse für eine Standardsorte nach der Käseverordnung (KäseV) verwendet werden. Der Begriff ist an die Einhaltung bestimmter Herstellungsvorschriften und an eine bestimmte Beschaffenheit gebunden. Zur Herstellung dürfen Milch und daraus gewonnene Buttermilch, Sahne (Rahm), Süßmolke, Sauermolke und Molkensahne (Molkenrahm) verwendet werden; die Eindickung darf nur durch Entzug von Wasser erfolgen. Mindestfettgehalt ist Vollfettstufe, der Mindestgehalt an Trockenmasse ist mit 62 % vorgegeben. Der geforderte Geruch und Geschmack wird mit „mild aromatisch, nusskernartig“ beschrieben. Die Verwendung von Gewürzen und Aromen ist nicht gestattet.

### Schweiz
In der Schweiz sind sowohl Alpkäse als auch Bergkäse geschützte Begriffe gemäß der Berg- und Alp-Verordnung SR 910.19 vom 8. November 2006. Der Berner Alpkäse und der Walliser Alpkäse haben zusätzlich noch das AOP-Siegel. Bündner Bergkäse wird ausschließlich in Dorfkäsereien auf über 1000 m hergestellt.